# ديف ماكميلان (مدرب كرة سلة)
ديف ماكميلان (بالإنجليزية: Dave MacMillan)‏ هو مدرب كرة سلة أمريكي، ولد في 24 ديسمبر 1886 في نيويورك في الولايات المتحدة، وتوفي في 9 يوليو 1963 في منيابولس في الولايات المتحدة.

## روابط خارجية
- ديف ماكميلان على موقع سبورتس رفرنس (الإنجليزية)
- ديف ماكميلان على موقع كلية كرة السلة في سبورتس رفرنس.كوم (الإنجليزية)